# Teatrul în Grecia antică
Teatrul a fost creat de greci în secolul V î.Hr. S-a născut din serbările organizate în cinstea zeului Dionis, zeul viței-de-vie, al vinului și al veseliei. Un grup de bărbați îl reprezentau pe zeu și pe însoțitorii săi, satirii, costumați cu blănuri și coarne de țap („tragos”), cântând și dansând în jurul unui altar. Treptat, din grupul respectiv, numit cor, s-a desprins o persoană, apoi două, mai multe - actorii- care schimbau replici cu corul.
În timp s-au amenajat locuri speciale pentru reprezentațiile teatrale (amfiteatre) și s-au scris texte speciale interpretate de actori și cor. Autorii greci au scris tragedii și comedii. Cei mai de seamă autori de tragedii au fost Eschil, Sofocle și Euripide, iar cel mai important autor de comedii a fost Aristofan.
În Grecia Antică, numai băieții și bărbații erau actori. Ei purtau măști pentru ca publicul să știe ce rol joacă - de bărbat sau de femeie, de înțelept sau de nebun. Teatrele grecești erau imense, cu până la 17.000 de locuri. Fețele actorilor erau greu de văzut din ultimele rânduri, dar măștile mari și colorate erau ușor de recunoscut.
Teatrele grecești erau construite pe coastele dealurilor. Datorită formei lor semicirculare, vocile actorilor se auzeau până în ultimul rând, chiar dacă aceștia vorbeau în șoaptă.
Unele reprezentații durau o zi întreagă. Spectatorii își aduceau perne și covorașe pe care le puneau pe scaunele tari de piatră, iar când li se făcea foame sau sete își cumpărau gustări și vin.
Personalul teatrului era înarmat cu niște bețe mari, ca să nu aibă necazuri. Uneori, publicul numeros era atât de impresionat de o piesă, încât începea să se revolte. Câteva lovituri viguroase linișteau îndată spectatorii.